# ゲオルギー・アグザモフ
ゲオルギー・タズィエヴィチ・アグザモフ (ロシア語: Георгий Таджиевич Агзамов、ラテン文字: Georgy Tadzhikhanovich Agzamov, 1954年9月6日 – 1986年8月27日) は、アルマリク出身のソビエト連邦のチェス選手でありグランドマスター。

## 略歴
1966年、12歳の時にアルマリクのチェス選手権で優勝する。
1971年、リガで行われたソビエト連邦ジュニアチェス選手権で準優勝する。
1973年、初めてウズベキスタンチェス選手権に参加、1976年と1981年の大会では優勝を果たした。
1982年にはインターナショナルマスターとなり、1984年にはウズベキスタン初のグランドマスターの称号を手にした。
1982年のベオグラード、1983年のヴルシャツ、1984年のソチ、1986年のタシュケント、ボゴタ、コルカタで行われたチェストーナメントで優勝し、1985年のポツダムの大会では準優勝するなど素晴らしい成績を残した。
1986年、クリミア半島のセヴァストポリで開催されたチェストーナメント終了後、アグザモフはハイキングに行った際に崖から落ち2つの岩の間に閉じ込められた。付近にいた人々により救出が試みられたもののアグザモフは相当深く落下しており、救急隊員が現場に到着した時にはアグザモフは既に死亡していた。
国際チェス連盟のイロレーティングの最高レーティングは1985年1月1日の2590だった。